# ヨゲヴァ県
ヨゲヴァ県（エストニア語：Jõgeva maakond）は、エストニアを構成する15の県の一つである。エストニア東部に位置し、東はペイプシ湖に面する。

## ギャラリー

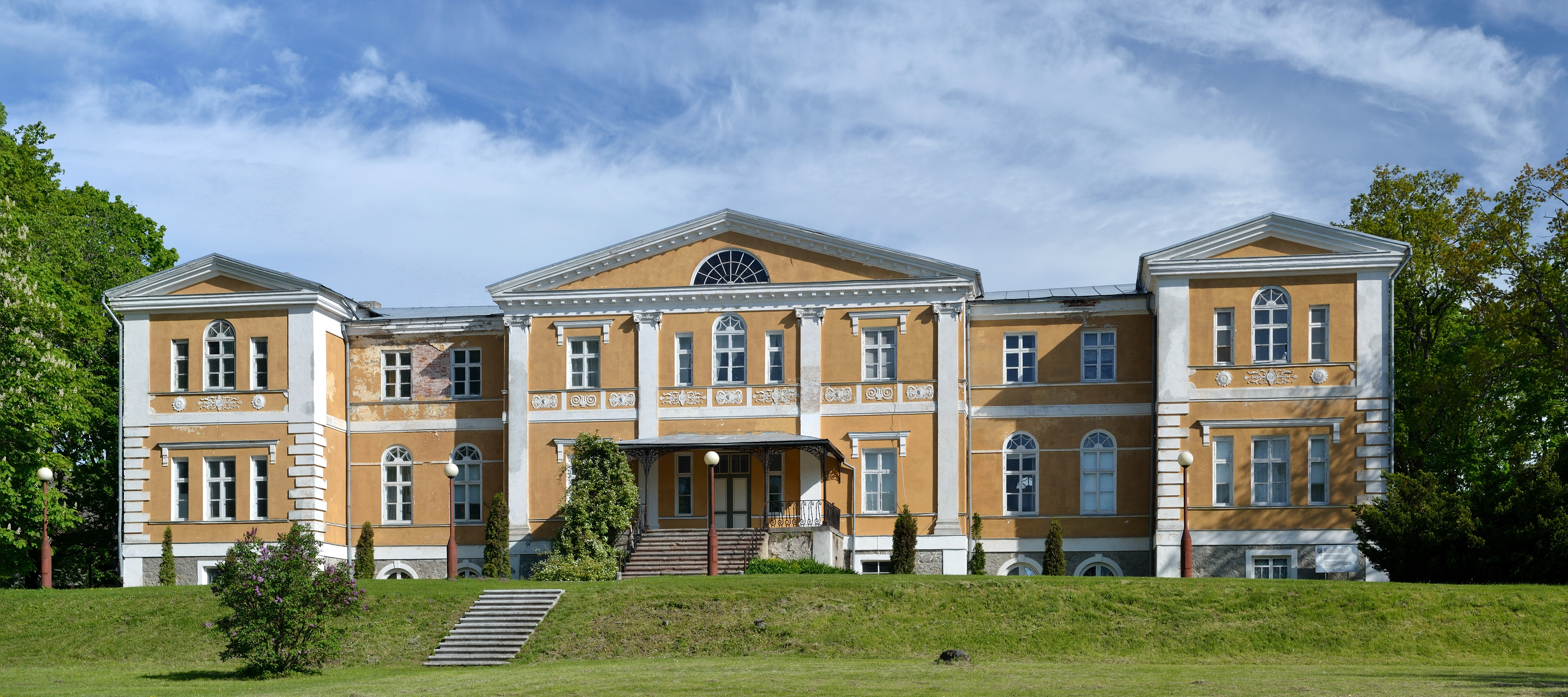
クレマー荘園
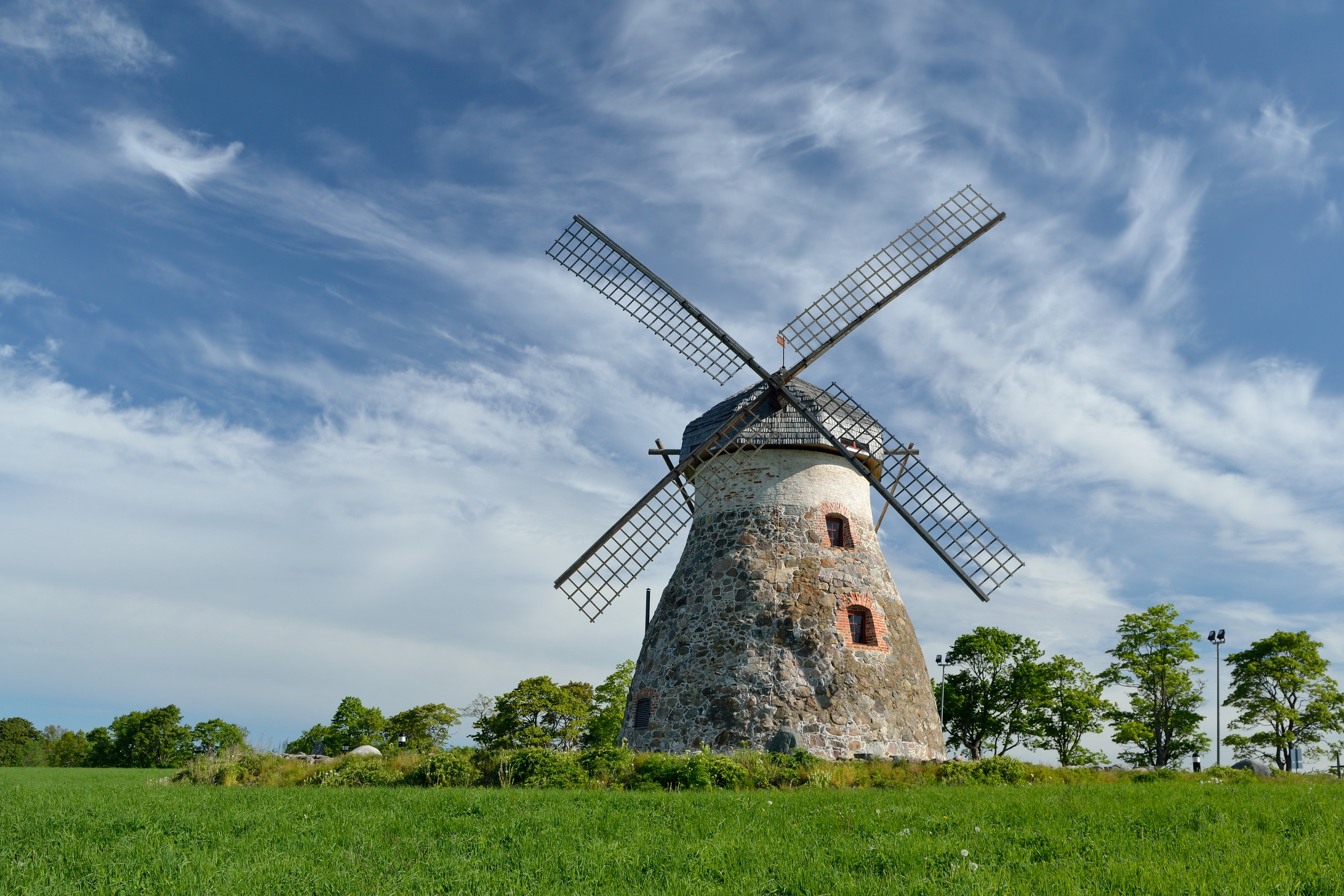
クレマーの風車